# 陳鍔
陳鍔（？—？）為中國清朝官員，本籍不详。陳鍔於1862年（同治元年）奉旨接替洪毓琛，於台灣地區擔任台灣府知府。而此官職是台灣清治時期此期間，受台灣道制約的台灣地方父母官。